# Quadrastichus xanthosoma
Quadrastichus xanthosoma är en stekelart som först beskrevs av Graham 1974.  Quadrastichus xanthosoma ingår i släktet Quadrastichus och familjen finglanssteklar. Arten är reproducerande i Sverige. Inga underarter finns listade i Catalogue of Life.